# Cometes surattensis
Cometes surattensis är en nejlikväxtart som beskrevs av Carl von Linné. Cometes surattensis ingår i släktet Cometes, och familjen nejlikväxter. Utöver nominatformen finns också underarten C. s. ambajiensis.